# Kiksja oszczepowata
Kiksja oszczepowata (Kickxia elatine (L.) Dumort.) – gatunek rośliny należący w zależności od ujęcia taksonomicznego do rodziny trędownikowatych, przetacznikowatych lub babkowatych. Inna nazwa zwyczajowa: lnica oszczepowata. Pochodzi z Afryki Północnej, obszarów Azji o tropikalnym klimacie oraz Europy południowej i środkowej. We florze Polski antropofit zadomowiony. Rośnie głównie na zachód od linii Wisły.

## Morfologia

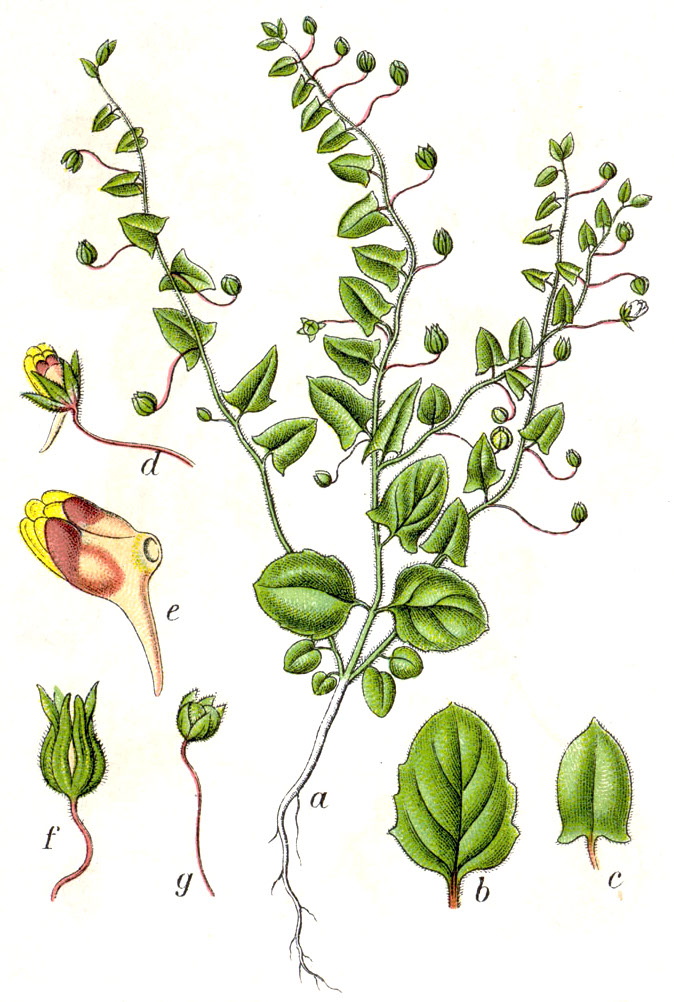
Morfologia

ŁodygaRozesłana, gałęzista, owłosiona i ogruczolona, do 50 cm długości.
LiścieJajowate, podługowate, oszczepowate lub strzałkowate, owłosione i ogruczolone.
KwiatyWyrastają pojedynczo w kątach liści. Szypułki nagie, dłuższe od przysadek i kielicha. Kielich owłosiony, z jajowatolancetowatymi, zaostrzonymi ząbkami. Korona kwiatu jasnożółta, z prostą ostrogą, długości 8-11 mm. Warga górna wewnątrz fioletowa. Warga dolna ciemnożółta.
OwocTorebka.

## Biologia i ekologia
Roślina jednoroczna. Rośnie na polach i ugorach. Kwitnie od lipca do października. Gatunek charakterystyczny związku Caucalidion lappulae i zespołu Kickxietum spuriae''.

## Zagrożenia i ochrona
Roślina umieszczona na Czerwonej liście roślin i grzybów Polski (2006) w grupie gatunków wymierających, krytycznie zagrożonych (kategoria zagrożenia E). W wydaniu z 2016 roku otrzymała kategorię VU (narażony).